# 靈異萬聖夜
《靈異萬聖夜》（英語：Trick 'r Treat）是一部2007年美國詩選恐怖喜劇片，由麥可·道格堤自編自導，布萊恩·辛格監製，這也是道格堤執導的首部長片；題材靈感來自道格堤於1996年創作的動畫短片《季節的問候》（[Season's Greetings] 错误：{{Lang}}：文本有斜体标记（帮助））。主演包括迪倫·貝克、罗谢尔·艾兹、安娜·派昆和布萊恩·考克斯。劇情以四段萬聖夜恐怖故事組成，其中有一個共同點——身穿破舊睡衣和戴著面罩的神秘搗蛋鬼山姆（Sam）。每當其他角色中的一位打破萬聖節傳統時，該角色便會現身在每個故事中。
《靈異萬聖夜》2009年10月6日在北美以DVD首映的方式發行。

## 劇情
電影背景設定在萬聖夜期間於虛構的俄亥俄州華倫谷鎮（Warren Valley），劇情以非線性敘事來講述，登場人物在每段劇情相互關聯。故事的中心是山姆（Sam）——一名穿著睡衣和麻布袋面罩的奇怪搗蛋鬼，似乎執行著萬聖節的「規則」。

### 開場
艾瑪和她熱愛萬聖節的丈夫亨利在慶祝之夜後回到家中。亨利在屋子裡休息，而艾瑪在夜晚結束前開始拆除季節性裝飾品，並被一名未知的襲擊者謀殺。數小時後，亨利發現她的屍體變成了裝飾品。

### 校長
胖小子查理砸毀南瓜燈並在一個無人看管的碗裡偷糖果，直到被學校校長史蒂芬·威爾金斯逮住。威爾金斯向查理講述尊重萬聖節的許多規則和傳統的重要性。查理開始嘔吐，原來是威爾金斯在糖裡加了氰化物。當試圖掩蓋查理的死時，他將糖果分發給包括山姆在內的搗蛋小孩們。威爾金斯開始著手將查理及另一個孩子埋在他的後院，但不斷地被他的兒子比利和鄰居克雷格先生打擾；其中，克雷格是個獨居老人，唯一的陪伴是他的狗。威爾金斯將查理的斷頭帶到室內，這樣他和比利就能將其雕刻，比利似乎並不在乎頭是真是假。

### 萬聖節校車大屠殺
搗蛋鬼團隊梅西、莎拉、奇普和史瑞德遇到了疑似學者症候群的萬聖節狂熱者朗達。眾人到達一個採石場，梅西回憶起這裡發生的都市傳說「萬聖節校車大屠殺」，據傳有八名智障兒童在萬聖節的校車上喪生，唯一生還的只有由疲憊的父母付錢給處置他們的司機。眾人提供了八個燈籠，以悼念死去的孩子們。然後，他們冒充殭屍來向朗達惡作劇，把她嚇個半死。當史瑞德護著朗達時，忌妒的梅西將其中一盞燈籠踢進了水中，導致死去孩子的亡靈殭屍們從水中冒出來。當眾人逃跑時，朗達拋棄了他們，使梅西等人被殭屍殺死。朗達在離開時短暫地遇到了山姆，兩人互相致意。

### 驚喜派對
蘿莉與姊姊丹妮爾以及朋友瑪麗亞和珍妮到鎮上盛裝打扮，丹妮爾希望妹妹的「第一次」顯得特別，便讓蘿莉獨自待在鎮上參加活動並尋找男伴。蘿莉遇到了一名穿著吸血鬼的連帽連環殺手，襲擊了她。篝火晚會上，丹妮爾等人目睹了該名殺手（已受重傷）從樹上掉下來，並為他揭開了面罩，那人即是威爾金斯。蘿莉現身，並決定為此加入她們的行列，原來這群女孩的真面目是狼人，她們變身後吞噬了威爾金斯和其他男伴。山姆在旁見證了這一盛宴。

### 山姆
當威爾金斯埋葬查理的屍體時，克雷格在狗的幫助下嚇跑了孩子們並藉機偷走了糖果。山姆闖入他的房子並用萬聖節紀念品裝飾克雷格的房間，接著與克雷格扭打成一團。克雷格趁機撕開對方的面罩後，發現山姆是個有著魔鬼般面孔的南瓜頭小鬼，且儘管手被砍斷仍會自主接回。但山姆沒有殺死克雷格，而是拿了一塊落於克雷格腿上的巧克力棒。滿足於克雷格為他提供糖果，從而滿足了萬聖節的傳統，山姆離開，留下了滿臉困惑的克雷格。從壁爐上的照片透露，克雷格就是當年殺死了八個孩子的校車司機。

### 結尾
後來，克雷格開始为上門的搗蛋鬼發糖果。他目睹了街上的朗達拉著她的南瓜車經過、比利向其他孩子分發零食並樂在其中、蘿莉被她的姊姊及朋友們送下車。最後，他看到山姆盯著艾瑪和亨利回家，當艾瑪熄掉一盞南瓜燈時，她將受到嚴厲的懲罰。克雷格回到裡面，只听到敲門聲。克雷格打開後看到八個化作殭屍的孩子亡靈們在等他。電影的最後幾張畫面顯示克雷格被他們肢解，孩子們成功報了仇。

## 演員
- 迪倫·貝克 飾 史蒂芬·威爾金斯校長（Principal Steven Wilkins）[3]
- 安娜·派昆 飾 蘿莉（Laurie）[3]
- 布萊恩·考克斯 飾 克雷格先生（Mr. Kreeg）[3]
- 奎恩·羅德 飾 山姆（Sam）／偷窺男孩湯米（Peeping Tommy）[4]
- 蘿倫·李·史密斯（英语：Lauren Lee Smith） 飾 丹妮爾（Danielle）[3]
- 罗谢尔·艾兹 飾 瑪麗亞（Maria）[3]
- 布瑞特·麦考利普（英语：Britt McKillip） 飾 梅西（Macy）[3]
- 強-路克·比洛多 飾 史瑞德（Schrader）[3]
- 珊姆·托德（Samm Todd） 飾 朗達（Rhonda）[3]
- 亞柏托・吉西（Alberto Ghisi） 飾 奇普（Chip）[3]
- 伊莎貝兒·德盧斯（Isabelle Deluce） 飾 莎拉（Sara）[3]
- 莫妮卡·德蘭（Moneca Delain） 飾 珍妮特（Janet）[3]
- 蕾絲莉·畢柏（英语：Leslie Bibb） 飾 艾瑪（Emma）[4]
- 塔莫·潘尼凱 飾 亨利（Henry）[4]
- 布瑞特·凱利（英语：Brett Kelly (actor)） 飾 查理（Charlie）[3]
- 理查德·哈蒙（英语：Richard Harmon） 飾 吸血鬼小孩（Vampire Kid）[5]

## 製作
《靈異萬聖夜》的前身為編導麥可·道格堤於1996年製作的4分鐘動畫短片《季節的問候》（[Season's Greetings] 错误：{{Lang}}：文本有斜体标记（帮助）），他為此創作了萬聖節吉祥物山姆（Sam）。他在同年寫了短篇小說，並在2001年完成了故事初稿。道格堤在史丹·溫斯頓的建議下開始嘗試寫劇本，溫斯頓也是最早讀《靈異萬聖夜》劇本的人。電影以四篇故事構成，其劇本也是各自分開編寫，然後在將其相互混合，這方面受到了《狗男女》（1990年）、《黑色追緝令》（1994年）、《心靈角落》（1999年）和《時時刻刻》（2002年）的影響。
道格堤多年來一直致力於製作《靈異萬聖夜》，但他的劇本是關於吸血鬼、殭屍和狼人的詩選故事，而缺乏好萊塢電影主流的事物，這難以獲得片商的高管的青睞，許多片商都認為這太過時。在製作《靈異萬聖夜》前，道格堤與導演布萊恩·辛格合作，擔任《X戰警2》（2003年）和《超人再起》（2006年）的聯合編劇，這對道格堤而言是個很好的學習機會，包括在場觀摩導演如何與演員和部門負責人會面。拍完《超人再起》後，辛格建議他親自執導《靈異萬聖夜》並加入製作行列。完成劇本後，道格堤帶著劇組於2006年11月至2007年1月期間在加拿大卑詩省溫哥華進行主要拍攝。

## 外部連結
- 官方网站
- 互联网电影数据库（IMDb）上《靈異萬聖夜》的资料（英文）
- AllMovie上《靈異萬聖夜》的资料（英文）
- 豆瓣电影上《靈異萬聖夜》的資料 （简体中文）
- 爛番茄上《靈異萬聖夜》的資料（英文）
- Box Office Mojo上《靈異萬聖夜》的資料（英文）